# Blabia longipennis
Blabia longipennis är en skalbaggsart som beskrevs av Maria Helena M. Galileo och Martins 2003. Blabia longipennis ingår i släktet Blabia och familjen långhorningar. Inga underarter finns listade.